# Bothrideres solitarius
Bothrideres solitarius is een keversoort uit de familie knotshoutkevers (Bothrideridae). De wetenschappelijke naam van de soort werd in 1895 gepubliceerd door David Sharp.